# Andrea Avelino
Andrea Margot Avelino Barrientos (ur. 2003) – meksykańska zapaśniczka walcząca w stylu wolnym. 
Brązowa medalistka mistrzostw panamerykańskich w 2025. Wicemistrzyni panamerykańska juniorów w 2022, a także kadetów w 2018 roku.